# Glavanovți, Pernik
Glavanovți (în bulgară Главановци) este un sat în comuna Trăn, regiunea Pernik,  Bulgaria. 

## Demografie
Componența etnică a satului Glavanovți
     Bulgari (21,9%)
     Nicio identificare (78,09%)
     Altele (0%)
La recensământul din 2011, populația satului Glavanovți era de 105 locuitori. Nu există o etnie majoritară, locuitorii fiind  și bulgari (21,9%). Pentru 78,09% din locuitori nu este cunoscută apartenența etnică.